# Sofia de Merenberg
Sofia de Merenberg (1 de junho de 1868 - 14 de setembro de 1927) foi a filha mais velha do príncipe Nicolau Guilherme de Nassau e de Natália Alexandrovna Pushkina.

## Primeiros anos
Sofia nasceu em Genebra, na Suíça, sendo a primeira filha nascida da união entre o príncipe Nicolau Guilherme de Nassau e de Natália Alexandrovna Pushkina. Como o casamento dos seus pais foi considerado morganático, ela foi impedida de herdar o título e posição do pai. Os seus avós paternos eram Guilherme, Duque de Nassau, e a princesa Paulina de Württemberg. Os seus avós maternos eram o renomado poeta russo  Alexandre Pushkin e a sua esposa, Natália Pushkina.

## Casamento e família
Tal como os seus pais, Sofia casou-se morganaticamente, no dia 10 de março de 1891 com o grão-duque Miguel Mikhailovich da Rússia, neto do czar Nicolau I da Rússia, em Sanremo, Itália. Mais tarde Sofia recebeu o título de Condessa de Torby do seu tio Adolfo, Grão-duque do Luxemburgo e este podia ser herdado pelos seus filhos.
Sofia e Miguel tiveram duas filhas e um filho:
- Anastásia Mikhailovna de Torby (9 de setembro de 1892 – 7 de dezembro de 1977) casou-se, em 1917, com Sir Harold Wernher, 3.º baronete.;
- Nádia Mikhailovna de Torby (28 de março de 1896 – 22 de janeiro de 1963) casou-se, em 1916, com George Mountbatten, 2.º Marquês de Milford Haven;
- Miguel Mikhailovich de Torby (8 de outubro de 1898 – 8 de maio de 1959)